# تینایا الکساندر
تینایا الکساندر (انگلیسی: Tinaya Alexander؛ زادهٔ ۱۵ آوریل ۱۹۹۹) بازیکن فوتبال اهل انگلستان است که در پست مهاجم برای لندن سیتی لاین‌اسس بازی می‌کند.
او در سال ۲۰۱۷ به الکساندر به تایگرز در ایالات متحده پیوست.